# Província d'Udine
La província d'Udine (furlà Provincie di Udin) és una província que forma part de la regió de Friül-Venècia Júlia dins d'Itàlia. Limita al nord amb Caríntia (Àustria), a l'est amb l'Alta Carniola i Litoral eslovè (Eslovènia) i amb la província de Gorizia, a l'oest amb la província de Pordenone i amb les províncies de Belluno i Venècia (Vèneto).

## Llengües
Segons dades publicades a Euromosaic el 1991, el 75,09% de la població parla friülès, el 21,88% parla italià, el 2,33% eslovè (principalment als municipis de l'Eslàvia friülana i el 0,69% alemany (a la vila de Sauris i a la Val Canale). Les xifres absolutes són:
| Població | Italià  | Friülès | Eslovè | Alemany |
| -------- | ------- | ------- | ------ | ------- |
| 518,245  | 113,395 | 389,159 | 12,104 | 3,587   |

## Principals municipis
| Municipi               | Població |
| ---------------------- | -------- |
| Udine                  | 96.588   |
| Codroipo               | 14.943   |
| Tavagnacco             | 13.397   |
| Cervignano del Friuli  | 12.705   |
| Latisana               | 12.700   |
| Cividale del Friuli    | 11.498   |
| Gemona del Friuli      | 11.146   |
| Tolmezzo               | 10.534   |
| Tarcento               | 8.989    |
| Pasian di Prato        | 8.862    |
| San Daniele del Friuli | 7.963    |
| Tricesimo              | 7.510    |
| San Giorgio di Nogaro  | 7.428    |
| Campoformido           | 7.382    |
| Manzano                | 6.862    |
| Buja                   | 6.766    |
| Lignano Sabbiadoro     | 6.759    |
| Pozzuolo del Friuli    | 6.560    |
| Fagagna                | 6.115    |
| Majano                 | 6.011    |